# 크리스 웨지

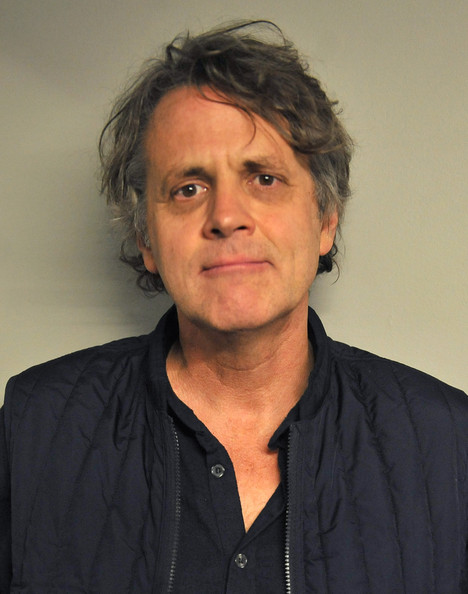

크리스 웨지(Chris Wedge, 1957년 3월 30일 ~ )는 미국의 애니메이션 영화 감독으로, 아이스 에이지와 로봇의 감독이다. 아이스 에이지의 스크랫 역할로 목소리 출연하기도 하였다.